# Patán (banda)
Patan es un grupo de heavy metal, procedente de Argentina.

## Historia
Patan se formó a comienzos de la década de los años 90, con Pablo Iácono y Fernando Babio en guitarras, Gabriel Oliveiro en voz, Adrián Fernández en bajo y Ernesto Pérez en batería. Se dedicarían en un principio a tocar versiones de las bandas más populares del género, como Judas Priest, Iron Maiden, Ozzy Osbourne, etc.

Pasado algún tiempo incursionaron en la composición de temas propios, que fueron presentando en sus numerosas actuaciones en Pubs y Festivales, lo que dio como resultado el primer disco en el año 1998. La banda siguió adelante con su carrera en el circuito under de Buenos Aires, editando su segundo disco en el año 2001. Justo a finales de aquel año, se produjo la formidable crisis económica que se abatió sobre Argentina, poniendo al país por varios años en circunstancias difíciles, pese a lo cual la banda continuó tocando.

Consiguieron grabar su tercer álbum en el año 2005 bajo la distribución del Sello  Icarus Music(ARG), titulado Acero. En el 2006 tocaron con Helloween y Tierra Santa. En aquel año se alejaría de la banda Ernesto Pérez, y el puesto fue ocupado por Ranz. La banda continuó girando en el circuito under del país y el exterior, grabando el cuarto disco, Conquista, en el año 2008.

En el 2009 deja la banda Adrián Fernández y en su lugar ingresó Rodrigo Kalinowski. Ese mismo año Cristian Mamprin reemplazaría a Ranz en batería. Para la composición del quinto disco, en el año 2012 ingresa a la banda Pablo Mamprin en el bajo, en lugar de Kalinowski. En diciembre del 2013 sale al mercado Poder, y fue presentado el 8 de diciembre en el Teatro de Flores junto a Tren Loco. En aquella oportunidad, también se presentaría el video del tema "Poder".

En el año 2014 de dedicarían a presentar este disco en Capital Federal y el interior del país.
En el año 2015 se aleja de la banda Gabriel Oliveiro para dedicarse a proyectos solistas, ocupa su lugar Renzo Favaro. Pocos meses después deja la banda Fernando Babio.
 
Durante los años 2017 y 2018, la banda se dedicó a la composición de su sexto disco y a la búsqueda de un nuevo guitarrista. Tuvo un breve paso por la banda Hernan Vallejo, pero fue Norberto "Nobe" Oviedo (guitarrista también de Matan SA) quien terminaría quedándose con el puesto de guitarrista. Ya con Nobe en la banda, se daría la grabación de la sexta entrega discográfica del grupo, que vio la luz a comienzos de 2019. Bajo el nombre de "6", Patán sale a demostrar que aun mantiene su esencia de puro heavy metal y un vivo poderoso y ajustado. 
En el año 2021 la banda anuncia la salida de Renzo Favaro en buenos términos, siendo reemplazado por Christian "El Bestia" Ramírez.

## Miembros
- Pablo Iácono - guitarra (1994-)
- Cristian Mamprin - batería (2009-)
- Pablo Mamprin - bajo (2012-)
- Christian "El Bestia" Ramirez (2021-)
- Norberto Oviedo - guitarra (2018-)

### Miembros anteriores
- Ernesto Pérez - batería (1994-2006)
- Ranz (Soldati, Triddana, ex-Magnos) - batería (2006-2009)
- Adrián Fernández - bajo (1994-2009)
- Rodrigo Kalinowski - bajo (2009-2012)
- Gabriel Oliverio - voz (1994-2015)
- Fernando Babio - guitarra (1994-2015)
- Renzo Favaro - voz (2015-2021)

## Discografía

### Álbumes
- Patan - 1998
- Sangre de Metal - 2001
- Acero - 2005
- Conquista - 2008
- Poder - 2013
- 6 - 2019